# Da Capo Press
Da Capo Press és una editorial nord-americana amb seu a Boston, Massachusetts. Va ser fundada el 1964 com una editorial de llibres de música, com una divisió de Plenum Publishers. A partir de 2009 tenia oficines addicionals a Nova York, Filadèlfia, Los Angeles, i Emeryville, Califòrnia.
En l'última dècada, la seva producció ha consistit principalment en títols de no ficció, tant en tapa dura com en rústica, centrant-se en la història, la música, les arts escèniques, els esports i la cultura popular. El 2003, Lifelong Books va ser fundada com una impremta de salut i benestar. Quan Marlowe & Company es va convertir en part de la impremta el 2007, Lifelong es va ampliar per incloure la sèrie New Glucose Revolution i nombrosos títols sobre diabetis, així com llibres sobre cuina saludable, psicologia, creixement personal i sexualitat. El 2009 la companyia col·locar algunes parts científiques del llibre Jetpack Dreams al web de forma gratuïta.
L'abril de 2016, Da Capo Press va ser adquirida per Hachette Book Group com a part de la compra de Hachette a Perseus Books Group. Després de la venda, la impremta germana Seal Press es va convertir en una impremta Da Capo. El 2018, Da Capo es va convertir en una impremta de Hachette Books i Seal va esdevenir una impremta de Basic Books.